# 트리니티팰머토포인트구

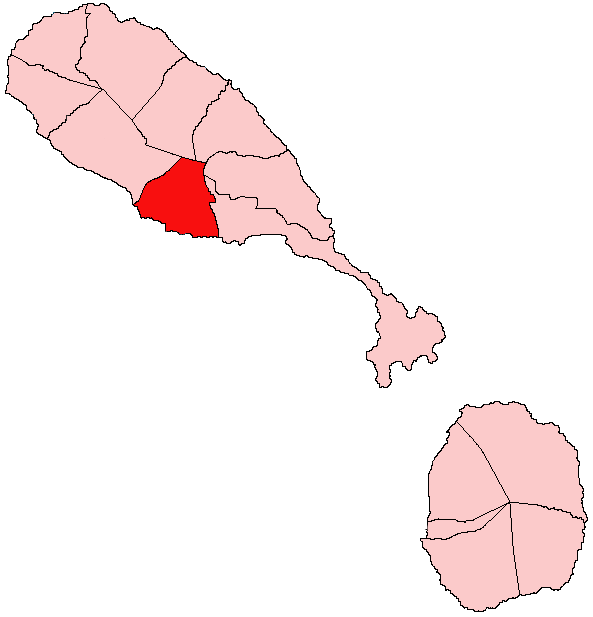
트리니티팰머토포인트구의 위치

트리니티팰머토포인트구(영어: Trinity Palmetto Point Parish)는 세인트키츠 네비스의 구로 행정 중심지는 팰머토포인트이며 면적은 16km2, 인구는 1,692명(2001년 기준), 인구 밀도는 108.18명/km2이다. 세인트키츠섬 남서부에 위치한다.